# Solution (film)
Pour les articles homonymes, voir Solution.
Solution (en persan:  یک راه حل  ; Yek Rahe-Hal) est un court métrage dramatique iranien sorti en 1978, écrit et réalisé par Abbas Kiarostami.

## Fiche technique
- Titre : Solution
- Titre original :  Yek Rahe-Hal
- Réalisation et scénario : Abbas Kiarostami
- Pays de production :  Iran
- Format : couleur - son mono
- Genre : court métrage dramatique
- Durée : 12 minutes
- Date de sortie : 1978